# Czantoria
Czantoria est une très petite station de ski, située près de Ustron dans la Voïvodie de Silésie, dans le sud de la Pologne.
Le domaine skiable a été aménagé sur les pentes du mont Czantoria Wielka, qui culmine à une altitude de 993 mètres.
La première remontée mécanique a été installée en 1967.
Une piste de luge d'été a été construite au sommet du domaine.